# Tezno
Tezno je mestna četrt in jugovzhodni predel Maribora. Po število prebivalcev je Tezno druga največja mestna četrt v Mariboru, hkrati pa velja za industrijski bazen in za gospodarsko najpomembnejši del mesta. Poleg omenjenega, pa je na Teznu prisotna obsežna stanovanjska gradnja, kot posledica zelo razvite industrije. 

## Zgodovina
Jezikovni temelj za ime Tezno izvira iz
besede "teza". Teze so se pred nekaj stoletji imenovali gozdovi oz.
gaji med pašniki in njivami. Tezno je prvič omenjeno v kupoprodajni pogodbi z
dne 5. marca 1473, na podlagi katere je Ivan Falbmhap prodal njivo mariborskemu
meščanu Lenartu Prugklu. Listino je pečatil mariborski mestni sodnik Lenart
Igelshofer.
Gospodarski razvoj Tezna je močno pospešila
izgradnja južne železnice ko so v njeni bližini začeli nastajati številni
industrijski obrati. Med drugo svetovno vojno je bilo Tezno za okupatorja
izjemnega pomena, saj je tukaj zgradil tovarno letalskih delov in letališče.
Omenjena tovarna je po vojni prerasla v Tovarno avtomobilov in motorjev. 
V času po drugo svetovni vojni je Tezno
doživelo izredno hiter napredek. Zaradi industrijske širitve so je naglo širila
tudi stanovanjska pozidava. Na Teznu so bili zgrajeni številni stanovanjski
bloki, ki so jih za svoje zaposlene gradile mariborske tovarne (predvsem v
Zgornjem Teznu) in individualne hiše (Spodnje Tezno in Tezenska Dobrava). Tezno
se je tako razširilo do Tabora na severu in Miklavža jugu, tako da z omenjenima
tvori zaokroženo aglomeracijo z zabrisanimi mejami. 

## Geografija
Tezno predstavlja izrazito urbano območje,
kjer prevladujeta industrija in stanovanjska poselitev. Kljub temu je na Teznu
kar nekaj zelenih območij kot Tezenska Dobrava in Stražunski gozd. Prav
omenjeni, ki leži v četrti Pobrežje predstavlja vzhodno mejo Tezna, na jugu in
severu Tezno meji na Miklavž in mestni predel Tabor, medtem ko
zahodna meja poteka po Južni železnici. Površina mestne četrti znaša nekaj več
kot 600 hektarjev. 

## Prebivalstvo
Z izgradnjo številnih stanovanjskih
objektov, je prebivalstvo na Teznu močno naraslo. V zadnjih letih še vedno beležimo
rast, ki pa ni več tako hitra.
| Leto | Število prebivalcev |
| ---- | ------------------- |
| 2000 | 11203               |
| 2005 | 11420               |
| 2010 | 11437               |
| 2014 | 11732               |

## Upravno-politični položaj
Po drugi svetovni vojni je Tezno sprva
prešlo v okraj Maribor-desni breg, kamor so bili združene vsi predeli na desni
strani reke Drave. Februarja
1949 je skupščina LR Slovenije sprejela nov Zakon o spremembah upravne
razdelitve. Med spremembami je tudi določilo, da se okraj Maribor mesto
razdeli na 3 rajone. Tezno je bilo skupaj z Bohovo, Dogošami, Pobrežjem,
Razvanjem, Zrkovci, Kamnico, Rošpohom in Brestrnico uvrščeno v 3. rajon.
Leta
1955 je Tezno skladno z Zakonom
o območjih okrajev in občin v Ljudski republiki Sloveniji, ki ga je
sprejela  Ljudska skupščina Republike Slovenije prvič postalo samostojna občina
z nazivom Občina Maribor-Tezno.  Poleg Tezenske so bile na območju Maribora ustanovljene še
občine Maribor-Center, Maribor-Tabor in Maribor-Košaki. Leta 1964 je začel veljati Zakon
o območjih okrajev in občin v Socialistični republiki Sloveniji, s katerim
je bil Občina Maribor-Tezno uvrščena v mariborski okraj. V zakonu je bilo
opredeljeno da zajema del mesta Maribor in druge katastrske občine in naselja.
V tej obliki je bila občina ukinjena leta 1967, ko so se dotedanje občine združile
v enotno občino Maribor.
Teritorialne
dimenzije velike občine Maribor so v letu 1978 sprožile ponovno razpravo o
njeni reorganizaciji. Leta 1979 je v Mariboru potekala širša razprava o
strategiji preoblikovanja, nakar je bil v marcu 1980 razpisan referendum, kjer
so občani podprli predloge družbeno-političnih organizacij, tako da se območje
dotedanje velike občine Maribora preoblikovalo v šest mestnih občin. Ena izmed
njih je bila tudi Maribor-Tezno. Občina je prenehala z delovanjem 15. 4. 1990,
ko so se občine skladno z Zakonom
o združitvi mariborskih občin  ponovno združile v enotno občino
Maribor. Sedež občine se je nahajal na Ptujski cesti 117. 
Leta 1996 je nastala današnja Mestna četrt
Tezno, kamor so na podlagi Odloka o razdelitvi Mestne občine Maribor na mestne
četrti in krajevne skupnosti in Odloka o mestnih četrteh in krajevnih
skupnostih, združile tri bivše tezenske krajevne skupnosti Slave Klavore, Martina Konšaka in
Silvire Tomasini. Meje današnje MČ Tezno se v celoti ujemajo tudi z
zgodovinskim pojmovanjem naselja Tezno. Sedež mestne četrti se nahaja na Panonski ulici 12. 

## Notranja členitev
Glavna prometnica Ptujska cesta ločuje
Tezno na dva dela. Gledano v smeri centra mesta je na vzhodu stanovanjsko
območje, ki velja za delavsko in spalno naselje na zahodu pa poslovno-industrijsko območje. 
Na Teznem najdemo tudi veliko sosesk kot
npr. Zgornje in Spodnje Tezno, Tezenska Dobrava, Ledina, Marlesovo naselje, S-36
idr. 

## Infrastruktura
Tezno je zaokrožena
mestna celota v kateri se nahaja vsa potrebna infrastruktura. Tukaj se nahajajo
številni trgovski centri in ostale storitvene dejavnosti, v nedeljo
dopoldan je Tezno stičišče prodaje, nakupovanja in druženja na znamenitem
»bolšjem sejmu«. V letih 1913 do 1951 je tukaj delovalo Letališče Tezno, katerega lastnik je bil Letalski center Maribor, vendar je aeroklub prenehal leteti zaradi varnosti in se zaradi boljših pogojev za razvoj leta 1953 preselil v Skoke, kjer delujejo še danes, leta 1976 so zraven športnega letališča Skoke na zahodni strani prigradili še mednarodno letališče Maribor.
Tezno ima tudi
pošto, policijsko postajo, zdravstveno postajo, lekarno, knjižnico idr. V
četrti delujeta dve OŠ in sicer Martin Konšak in Slava Klavora, ter štiri
enote vrtca Tezno. Tukaj deluje tudi srednješolski center in višja šola,
katera razvijata predvsem tehniške vede. 
Na Teznu je več
zunanjih igrišč za urbane športe, kot tudi nogometni stadion Kovinar,
večnamenska športna dovrana pri Tehniškem šolskem centru in objekti za gimnastiko in notranje športe
pri DTV Partizan. 
Na področju
prometna infrastrukture sta glavni hitra cesta H2, katera poteka po skrajnem
severnem robu naselja in Ptujska cesta, kot glavna tranzitna cesta. Povezava s centrom mesta je urejena z mestnimi avtobusnim prometom. Na območju četrti se nahaja Železniška postaja Maribor
Tezno, ki je v osnovi tovorna in ranžirna postaja, v
njeno sestavo pa sodi tudi postajališče za potniški promet. 

## Društvene dejavnosti
Najštevilčnejše
društvo je Društvo upokojencev Maribor-Tezno, katero izvaja številne dejavnosti
– izletniška, telovadna, ročnodelska, športne in druge. Ostala društva so še
Fotografsko društvo Tezno, ZZB NOB Tezno, Balinarsko društvo, AMD TAM Tezno,
DTV Partizan Tezno, ŠD Kovinar idr. 
Na Teznu
delujejo tudi tri krajevni odbori Rdečega križa, skladno z nekdanjo
razdelitvijo Tezna na tri krajevne skupnosti in sicer: KO RK Silvira Toamsini,
KO RK Slava Kalvora in KO RK Martin Konšak. 

## Gospodarstvo
Na Teznu se je že med drugo svetovno vojno začel intenziven industrijski
razvoj. Nemško tovarno letalskih delov je takoj po osvoboditvi nasledila Tovarna
avtomobilov in motorjev Maribor, leta 1996 pa je tam nastala odprta
poslovno-industrijska cona. Na kratko ji rečemo Cona Tezno. Ta je eno od
najhitreje razvijajočih se gospodarskih jeder, ne samo v Mariboru, marveč tudi
v regionalnem in državnem merilu.
Še pred petimi leti je bilo v podjetjih
Cone Tezno zaposlenih okrog 1300 ljudi, danes jih je že blizu 3500 v več kot
150 pravnih subjektih. Vendar je na voljo še 108  hektarjev še nezasedenih
zemljišč.
V Coni Tezno danes najdemo širok spekter kovinsko predelovalne industrije, kot so kovinska
galanterija, orodjarstvo in proizvodnja specialnih strojev. Tu nastajajo deli
in sklopi za nekatere največje svetovne avtomobilske proizvajalce. Ponos cone
so tudi razvoj in proizvodnja  imenitnih letaliških in turističnih
avtobusov, zapleteni proizvodni sistemi, orodja in še in še. 
V zadnjih letih naglo naraščajo storitvene in logistične dejavnosti, tudi zelo
zahtevne. Tako Cona Tezno gosti centralni računalniški in organizacijski center
druge največje banke in zavarovalnice v državi, centralni logistični
center Pošte Slovenije, podjetja  za računalniško programiranje in razvoj,
visokotehnološke dejavnosti za varčno uporabo energije in še bi lahko
naštevali. 
PPC Tezno (in Znanstveni park v ustanavljanju) v bližnji prihodnosti obetata še
več novih delovnih  mest.